# Het holst van de nacht
 Het holst van de nacht is een boek van de Australische schrijver John Marsden. Het is het tweede deel van de Tomorrow-boekenserie.

## Verhaal
Wat eraan voorafging:
Een groep tieners: Ellie, Fi, Robyn, Carrie, Lee, Homer en Kevin gaan kamperen in de hel, een groot gebied midden in de natuur. Als ze terugkomen van hun kampeeruitje komen ze erachter dat het land in oorlog is en besluiten ze als guerrilla's te gaan strijden tegen de vreemde mogendheid in hun land. Ze hebben in de stad nog een vriend van hun ontdekt, die aan de vijand ontsnapt was: Chris. Tijdens een tocht raakt Carrie zwaargewond, Kevin en zij geven zich daarom over aan de vijand zodat ze Carrie kunnen verzorgen.
In dit tweede deel strijden ze door tegen het vijandelijke leger en blijven ze zich in de hel schuilhouden. Hun leven is vanaf nu voorgoed veranderd. Ze veranderen zeer, onder andere doordat een van hen overlijdt. De ik-persoon, Ellie, wordt verliefd. Ze maken ruzie en zijn verdrietig. Kortom hun hele leven staat op zijn kop. Zullen ze ooit de oorlog kunnen overleven?